# Whitesburg (Georgia)
Whitesburg is een plaats (town) in de Amerikaanse staat Georgia, en valt bestuurlijk gezien onder Carroll County.

## Demografie
Bij de volkstelling in 2000 werd het aantal inwoners vastgesteld op 596.
In 2006 is het aantal inwoners door het United States Census Bureau geschat op 586, een daling van 10 (-1.7%).

## Geografie
Volgens het United States Census Bureau beslaat de plaats een oppervlakte van
7,3 km², waarvan 7,2 km² land en 0,1 km² water. Whitesburg ligt op ongeveer 258 m boven zeeniveau.

## Plaatsen in de nabije omgeving
De onderstaande figuur toont nabijgelegen plaatsen in een straal van 24 km rond Whitesburg.